# 2006 JU58
2006 JU58, também escrito como 2006 JU58, é um objeto transnetuniano que está localizado no Cinturão de Kuiper, uma região do Sistema Solar. Este corpo celeste é classificado como um cubewano. Ele possui uma magnitude absoluta de 6,6 e tem um diâmetro estimado com 201 km. O astrônomo Mike Brown lista este corpo celeste em sua página na internet como um candidato a possível planeta anão.

## Descoberta
2006 JU58 foi descoberto no dia 1 de maio de 2006 pelo astrônomo Marc W. Buie.

## Órbita
A órbita de 2006 JU58 tem uma excentricidade de 0,127 e possui um semieixo maior de 46,420 UA. O seu periélio leva o mesmo a uma distância de 40,508 UA em relação ao Sol e seu afélio a 52,332 UA.